# Nevada State Route 318
Pour les articles homonymes, voir Route 318.

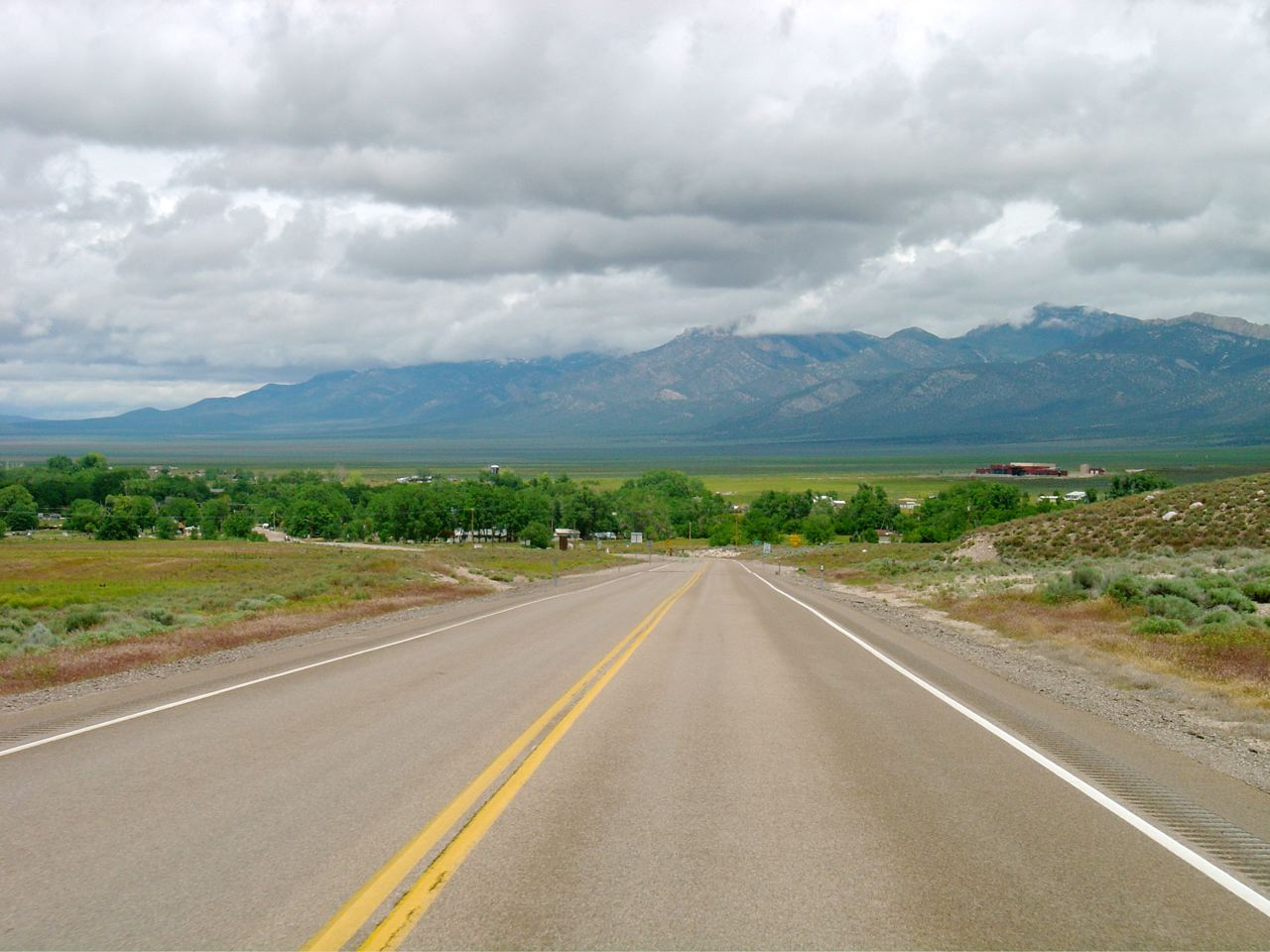
La route 318 vers le nord, en direction de Lund.

La Nevada State Route 318 est une route américaine du Nevada reliant le village fantôme de Crystal Springs, sur la route U.S. 93, à la route U.S. 6 à environ 40 km au sud-ouest de Ely.

## Description
La Route 318 traverse les comtés de Lincoln, Nye et White Pine.